# Patrizia Pozzi
Patrizia Pozzi (Milano, 8 maggio 1956 – Merate, 5 gennaio 2021) è stata una filosofa italiana.

## Biografia
Dopo il Diploma di Maturità Classica, ha conseguito la Laurea presso l’Università degli Studi di Milano con una tesi intitolata Vir sapiens: l’ideale umano di Spinoza (110/110 e lode). Tramite concorso ordinario è stata poi ammessa al V ciclo del Dottorato di Ricerca in Filosofia presso l’Università degli Studi di Torino; nell’a.a. 1995-1996 ha conseguito il titolo di Dottore in Ricerca con una tesi sulle Radici ebraiche del concetto spinoziano di scientia intuitiva. È stata insegnante di ruolo di Filosofia nelle scuole superiori dal 1987 al 2016, a Milano.
Dal 1987 al 2000 ha condotto lo studio sistematico della Lingua e Tradizione ebraica tramite lezioni di cadenza settimanale presso la Sinagoga di via Guastalla a Milano, avendo come maestro il Prof. Giuseppe Laras, titolare di Storia del Pensiero Ebraico presso l’Università degli Studi di Milano dal 1998 al 2007. 
Dal 1987 al 2016 ha partecipato a convegni internazionali e nazionali, relativi tanto a Spinoza che alla cultura ebraica. Ha contribuito all’organizzazione del convegno: http://intranet.unimi.it/annrpt/rpt2003/DIP_FILOSOFIA.pdf, Milano, 12 – 13 maggio 2003, collaborando alla pubblicazione degli Atti. Tra il 2000 e il 2006 ha collaborato a convegni internazionali sull’incontro-scontro tra ebraismo, cristianesimo e islamismo in qualità di segretaria scientifica della Fondazione Alessandro Nangeroni, in collaborazione con l’Università di Milano Bicocca.
Nel corso degli anni, ha pubblicato: Visione e parola. Un’interpretazione del concetto spinoziano di scientia intuitiva, tra finito e infinito (FrancoAngeli, Milano 2012) e De vita solitaria: Petrarca e Spinoza (Mimesis, Milano 2017). Ha inoltre curato i «Quaderni Spinoziani», tra cui L’eresia della pace - Spinoza e Celan. Lingua, memoria, identità (ivi, 2005).
Nipote di Antonio Fanzel, deportato politico ucciso nel lager nazista di Mauthausen, dal 1990 al 2004 ha collaborato presso l’ANED (Associazione ex deportati nel lager nazisti) ad una ricerca sulla deportazione femminile su deportate ebree (in particolare da Rodi) e curando la pubblicazione di due testimonianze fino a quel momento inedite (Agorà, V, 2001). Ha inoltre organizzato e partecipato a numerose iniziative per la Giornata della Memoria, anche nelle scuole. Ha curato Quintino Di Vona. Una vita per la libertà, (2009, Mimesis), e Mai più lontani. Antifascismo e Resistenza visti con gli occhi di una bambina, (2017, Mimesis) con Miuccia Gigante sulla vicenda del padre, Vincenzo Gigante, antifascista deportato e ucciso nella Risiera di San Sabba nel 1944. Nel 1997 ha conseguito presso l’Università di Milano una borsa di studio per attività di ricerca post-dottorato, e nel 2010 ha vinto un contratto di collaborazione di durata annuale con il CNR per un lavoro di ricerca sui rapporti tra tradizione ebraica e pensiero filosofico. A partire dalla sua istituzione nell’a.a. 1997-1998 fino al 2016, ha collaborato con la cattedra di Storia del Pensiero ebraico, dell’Università degli Studi di Milano, come assistente, poi come docente di laboratorio, infine, dal 2008-2009, come docente a contratto.  
Dal 2000 al 2004 ha ottenuto, a seguito della vittoria di un concorso, un assegno di attività di ricerca presso l’Università degli Studi di Milano, di durata quadriennale. Titolo del progetto di ricerca: I fondamenti antichi e medievali del pensiero ebraico. All’interno di questo progetto ha curato l’allestimento della Biblioteca di Judaica presso il Dipartimento di Filosofia dell’Università degli Studi di Milano, dando indicazioni d’acquisto e stabilendo i criteri di catalogazione dei volumi (attualmente in numero di 1500). Nel 2001 ha partecipato al Progetto di Ricerca (Prin) intitolato Libertà, Giustizia e Bene in correnti minori nella filosofia italiana del Novecento (coordinato dal prof. http://www.filosofia.unimi.it/dipafilo/index.php/88-docenti/prof-gabriele-scaramuzza), concentrandosi sulle eventuali influenze ebraiche in tali correnti. Dal 2004 al 2010 ha fatto parte del Direttivo ed è stata segretaria scientifica dell’Associazione italiana degli Amici di Spinoza, partecipando ad incontri  di studio, curando la realizzazione seminari e la pubblicazione di volumi.
Nel marzo 2013 è stata eletta nel Direttivo della Società Filosofica Italiana, sezione lombarda, e fino al 2016 ha partecipato alle riunioni di detto direttivo, nel quale è stata rieletta nel 2019.
Nel gennaio 2017 le viene diagnosticata la SLA. Nonostante le dure condizioni di immobilità imposte dalla malattia, grazie all'aiuto di un puntatore ottico riesce a continuare la sua attività di studio e di ricerca. Nel 2019 pubblica, con l'aiuto della figlia maggiore, Homo homini deus. L’ideale umano di Spinoza, (Mimesis, 2019) e contribuisce con le sue riflessioni all'ideazione del convegno Unità mente-corpo: dialogano medici e filosofi, tenutosi a Varese presso l'Università dell'Insubria il 23 gennaio 2020, nell'ambito del progetto Giovani Pensatori. L'idea originaria di un ciclo di altri incontri sullo stesso tema non si potrà realizzare a causa della Pandemia di COVID-19.
È morta il 5 gennaio 2021, all'età di 64 anni, per le complicazioni della malattia neurodegenerativa.

## Opere
- Spinoza dei miracoli. Con Atti del Seminario di Studi L'impostura ieri e oggi: dai miracoli alla televisione (Pisa aprile 2003),  in «Quaderni Spinoziani» (Mimesis, 2004)
- L’eresia della pace - Spinoza e Celan. Lingua, memoria, identità, in «Quaderni Spinoziani» (Mimesis, 2005)
- Spinoza. Amore - Cosmopolitismo e tolleranza,  in «Quaderni Spinoziani» (Mimesis, 2006)
- Getta la pietra! Il Lager di Gusen-Mauthausen, con Giuseppe Valota (Mimesis, 2008)
- Quintino Di Vona. Una vita per la libertà (Mimesis, 2009)
- Visione e parola. Un’interpretazione del concetto spinoziano di scientia intuitiva, tra finito e infinito (FrancoAngeli, 2012)
- Mai più lontani. Antifascismo e Resistenza visti con gli occhi di una bambina, con Miuccia Gigante (Mimesis, 2017)
- De vita solitaria: Petrarca e Spinoza (Mimesis, 2017)
- Homo homini deus. L’ideale umano di Spinoza (Mimesis, 2019)
- Filosofia dell’infinito. Scritti scelti (1884-1888), di Georg Cantor, a cura di Patrizia Pozzi e di Emilio Ferrario (Mimesis, 2021)

## Onorificenze
- Rotary Club Varedo e del Seveso: Premio Testimonianze di Vita Anno 2019[8]